# Hastula salleana
Hastula salleana är en snäckart som först beskrevs av Gérard Paul Deshayes 1859.  Hastula salleana ingår i släktet Hastula och familjen Terebridae. Inga underarter finns listade i Catalogue of Life.